# アトミック・ルースター
アトミック・ルースター（Atomic Rooster）は、イングランド出身のロック・バンド。
ブリティッシュ・ハードロック創成期に誕生したグループの一つ。1980年代で解散し、主宰のヴィンセント・クレインも亡くなっていたが、ゆかりのあった旧メンバーらの名義で2016年に再興した。

## 概要・略歴

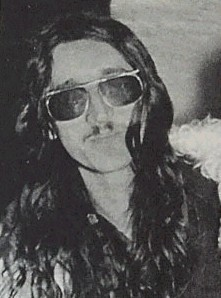
主宰ヴィンセント・クレイン（1970年）

1968年、サイケデリック・ロックバンド「クレイジー・ワールド・オブ・アーサー・ブラウン」に在籍していたキーボードのヴィンセント・クレインとドラムスのカール・パーマーが諸事情でバンドを脱退し、ベース/フルートのニック・グラハムを加えてキーボード・トリオを結成した。クレインの発案による、「ギターがメインのハード・ロックをキーボードメインで演奏する」という考えがあったと言われている。

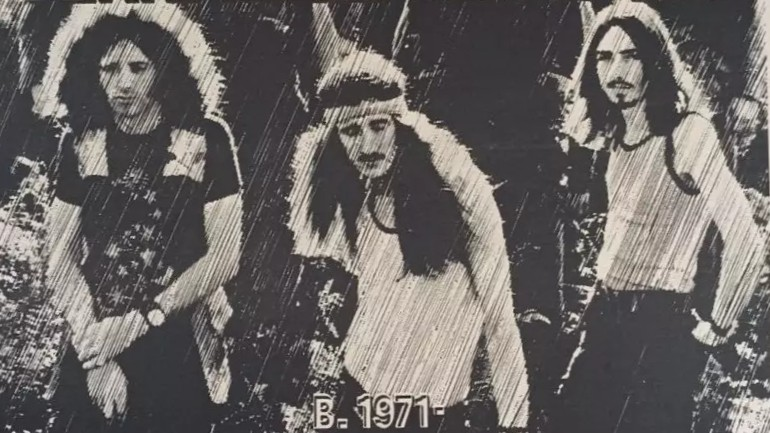
1971年のラインナップ、左からジョン・カン、ヴィンセント・クレイン、ポール・ハモンド

翌1970年、プロデューサーのロバート・スティグウッドのバック・アップによりB&Cレコードと契約し、3月20日にデビュー・アルバム『アトミック・ルースター・ファースト・アルバム』をリリースした。レコーディングはクレインの書いた譜面を見ながら行われた。
この直後、ニック・グラハムが音楽性の相違から、そしてカール・パーマーが「エマーソン・レイク・アンド・パーマー」結成のため脱退。後任として元「アンドロメダ」のギタリスト、ジョン・カン（後のジョン・デュ・カン）と、ドラムスのポール・ハモンドが加入した。ベース・ラインはヴィンセント・クレインがハモンドオルガンによって担当する、変則的な構成になった。
その後もメンバーの変遷を経ながらも、1975年に活動停止。1980年に再開するが、1983年に三年余りで再び解散した。
1989年、創設者のヴィンセント・クレインが死去。
1992年、中心的ドラマーだったポール・ハモンドが死去。
2011年、中心メンバーだったジョン・カンが死去。
2016年、旧メンバーだったピーター・フレンチとスティーヴ・ボルトンを中心に再興し、33年ぶりに活動を再開。

## 音楽性
結成時はアート・ロック要素の強いキーボード・トリオであり、クレインのオルガン、時折入るグラハムのフルートが特徴。
1stアルバムは、プログレッシブ・ハードロックの金字塔と評価された。またそのスタイルを確立した作品とされる。
カン、ハモンド在籍時はオルガン、ギターを前面に出したダークなハードロック・サウンドであり、後にボーカル面強化のためにフレンチが加入、3rdアルバムでハードロック・バンドとしてのスタイルを完成させたとされる。 
クリス・ファーロウ在籍時はソウル、ファンク色が強く、ベテラン・シンガーを迎えたためか、伝統的ブリティッシュ・サウンドになったとも評される。
活動再開後の1980年代は、初期のハード・ロック・サウンドにヘヴィメタルの要素も加わる。ただしスタジオ・セッション的なサウンドでありポップになったとも評される。

## メンバー

### 現ラインナップ
- スティーヴ・ボルトン (Steve Bolton) - ギター (1971年ｰ1972年、2016年ｰ )
- シャグ・ミリッジ (Shug Millidge) - ベース (2016年ｰ )
- エイドリアン・ゴートリー (Adrian Gautrey) - キーボード、ボーカル (2017年ｰ )
- ポール・エヴェレット (Paul Everett) - ドラムス (2020年ｰ )

### 旧メンバー
- ヴィンセント・クレイン (Vincent Crane) - キーボード、ボーカル (1969年ｰ1975年、1980年ｰ1983年) RIP.1989年
- カール・パーマー (Carl Palmer) - ドラムス (1969年ｰ1970年)
- ニック・グラハム (Nick Graham) - ベース (1969年ｰ1970年)
- ジョン・カン (John Du Cann) - ギター、ボーカル、ベース (1970年ｰ1971年、1980年ｰ1982年) RIP.2011年
- リック・パーネル (Rick Parnell) - ドラムス (1970年、1971年ｰ1974年)
- ポール・ハモンド (Paul Hammond) - ドラムス (1970年ｰ1971年、1980年ｰ1983年) RIP.1992年
- ピーター・フレンチ (Pete French) - ボーカル (1971年、2016年ｰ2023年)
- クリス・ファーロウ (Chris Farlowe) - ボーカル (1972年ｰ1974年)
- ジョニー・マンダーラ (Johnny Mandala) - ギター (1974年ｰ1975年)
- サム・サンプソン (Sam Sampson) - ボーカル (1974年ｰ1975年)
- アンディ・ジョンソン (Andy Johnson) - ギター (1974年ｰ1975年) RIP.2010年
- ダニー・バーンズ (Denny Barnes) - ギター (1974年ｰ1975年)
- ボブ・レニー (Bob Rennie) - ベース (1974年ｰ1975年)
- リー・バクスター・ヘイズ (Lee Baxter Hayes) - ドラムス (1974年ｰ1975年)
- プレストン・ヘイマン (Preston Heyman) - ドラムス (1980年)
- ジンジャー・ベイカー (Ginger Baker) - ドラムス (1980年)
- ミック・ホークスワース (Mick Hawksworth) - ベース (1982年)
- ジョン・マッコイ (John McCoy) - ベース (1982年ｰ1983年)
- バーニー・トーメ (Bernie Torme) - ギター (1983年)
- ジョン・ミザロリ (John Mizarolli) - ギター (1983年)
- クリスチャン・マッデン (Christian Madden) - キーボード (2016年ｰ2017年)
- ボー・ウォルシュ (Bo Walsh) - ドラムス (2016年ｰ2020年)

### ラインナップの変遷
第1期 1969年 - 1970年
- ヴィンセント・クレイン (Vincent Crane) - オルガン、ピアノ、ブラス・アレンジ
- カール・パーマー (Carl Palmer) - ドラム
- ニック・グラハム (Nick Graham) - ベース、ボーカル、フルート、ギター

1stアルバム『アトミック・ルースター・ファースト・アルバム』録音。
第2期 1970年
- ヴィンセント・クレイン (Vincent Crane) - オルガン、ピアノ
- カール・パーマー (Carl Palmer) - ドラム
- ジョン・カン (John Cann) - ギター、ボーカル

1stアルバム・アメリカ盤。
アメリカ進出に際し、ギターを前面に出したサウンドにしようとして、カンのギターをオーバーダビングし、また、グラハムのボーカルの一部、ベース・ソロ、フルート・ソロをカンのボーカルとギターに差し替えた。
ライブ・アルバム『Devil's Answer-BBC Sessions』の2曲録音。
これ以降クレインがベース・パートをオルガンで兼任している。
第3期 1970年
- ヴィンセント・クレイン (Vincent Crane) - オルガン、ピアノ
- ジョン・カン (John Cann) - ギター、ボーカル
- リック・パーネル (Rick Parnell) - ドラム

第4期 1970年
- ヴィンセント・クレイン (Vincent Crane) - オルガン、ピアノ
- ジョン・カン (John Cann) - ギター、ボーカル
- ポール・ハモンド (Paul Hammond) - ドラム

2ndアルバム『デス・ウォークス・ビハインド・ユー』、ライブ・アルバム『Devil's Answer-BBC Sessions』の3曲録音。
第5期 1971年
- ヴィンセント・クレイン (Vincent Crane) - オルガン、ピアノ、ボーカル、ブラス・アレンジ
- ピート・フレンチ (Pete French) - ボーカル
- ジョン・カン (John Cann) - ギター
- ポール・ハモンド (Paul Hammond) - ドラム

3rdアルバム『イン・ヒアリング・オヴ・アトミック・ルースター』録音。
第6期 1971年 - 1972年
- ヴィンセント・クレイン (Vincent Crane) - オルガン、ピアノ
- ピート・フレンチ (Pete French) - ボーカル
- スティーヴ・ボルトン (Steve Bolton) - ギター
- リック・パーネル (Rick Parnell) - ドラム

第7期 1972年 - 1973年
- ヴィンセント・クレイン (Vincent Crane) - ピアノ、エレクトリック・ピアノ、オルガン、ストリング&ブラス・アレンジ
- クリス・ファーロウ (Chris Farlowe) - ボーカル
- スティーヴ・ボルトン (Steve Bolton) - ギター
- リック・パーネル (Rick Parnell) - ドラム

+
- ビル・スミス (Bill Smith) - ベース (ゲスト/4th)

4thアルバム『メイド・イン・イングランド』録音。LPのジャケットはデニム地で作られていた。
ライブ・アルバム『Devil's Answer-BBC Sessions』の7曲録音。
第8期 1973年 - 1975年
- ヴィンセント・クレイン (Vincent Crane) - ピアノ、エレクトリック・ピアノ、オルガン、ストリング&ブラス・アレンジ
- クリス・ファーロウ (Chris Farlowe) - ボーカル
- ジョニー・マンダーラ (Johnny Mandala) - ギター
- リック・パーネル (Rick Parnell) - ドラム

5thアルバム『ナイスン・グリージー』録音。
第9期-1 1980年
- ヴィンセント・クレイン (Vincent Crane) - オルガン
- ジョン・デュ・カン (John Du Cann) - ギター、ボーカル
- プレストン・ヘイマン (Preston Heyman) - ドラム

6thアルバム『Atomic Rooster』録音。
第9期-2 1980年 - 1982年
- ヴィンセント・クレイン (Vincent Crane) - オルガン
- ジョン・デュ・カン (John Du Cann) - ギター、ボーカル
- ポール・ハモンド (Paul Hammond) - ドラム

+
- ビッグ・ジョン・マッコイ (Big John McCoy) - ベース (ゲスト/シングル)
- ジンジャー・ベイカー (Ginger Baker) - ドラム (ゲスト/1981年に3週間ギグに参加)

ライブ・アルバム『Devil's Answer-BBC Sessions』の3曲、ライブ・アルバム『Live At The Marquee 1980』録音。
第10期 1982年 - 1983年
- ヴィンセント・クレイン (Vincent Crane) - オルガン、ピアノ、ボーカル、ベース
- ポール・ハモンド (Paul Hammond) - ドラム
- バーニー・トーメ (Bernie Torme) - ギター
- ジョン・ミザロリ (John Mizarolli) - ギター

+
- デイヴ・ギルモア (Dave Gilmour) - ギター (ゲスト)
- ジョン・フィールド (Jon Field) - パーカッション (ゲスト)

7thアルバム『ヘッドライン・ニュース』録音。

## ディスコグラフィ

### スタジオ・アルバム
- 『アトミック・ルースター・ファースト・アルバム』 - Atomic Roooster (1970年 第1期、アメリカ盤は第1期 - 第2期)
- 『デス・ウォークス・ビハインド・ユー』 - Death Walks Behind You (1970年 第4期) ※旧邦題『死の影』
- 『イン・ヒアリング・オヴ・アトミック・ルースター』 - In Hearing Of (1971年 第5期)
- 『メイド・イン・イングランド』 - Made In England (1972年 第7期)
- 『ナイスン・グリージー』 - Nice'n'Greasy (1973年 第8期)
- Atomic Rooster (1980 album) (1980年 第9期-2)
- 『ヘッドライン・ニュース』 - Headline News (1982年 第10期)

### ライブ・アルバム
- 『ライヴ・イン・コンサート』 - BBC Radio 1 Live in Concert 1972 (1993年)
- Devil's Answer-BBC Sessions (1998年 第2期、第4期、第7期、第9期-3)
- 『ライヴ・アンド・ロウ 70/71』 - Live and Raw 70/71 (2000年)
- Live in Germany 1983 (2000年)
- Live At The Marquee 1980 (2002年 第9期-3)

### コンピレーション
- 『ベスト・オブ・アトミック・ルースター - ヘヴィ・ソウル』 - Heavy Soul (2001年 第1期 - 第10期)

### シングル
- "Friday The 13th / Banstead" (1970年 第1期)
- "Tomorrow Night / Play The Game" (1971年 第4期) ※全英11位[4]
- "The Devil's Answer / The Rock" (1971年 第5期) ※全英4位[4]
- "Stand By Me / Never To Lose" (1972年 第7期)
- "Save Me / Close Your Eyes" (1972年 第7期)
- "Tell Your Story(Sing Your Song) / O.D." (1974年 第8期) ※Vincent Crane's Atomic Rooster名義
- "Do You Know Who's Looking For You?/Throw Your Life Away" (1980年 第9期-2)
- "Play It Again / Start To Live" (1981年 第9期-3) ※ベース：ビッグ・ジョン・マッコイ
- "End Of The Day / Living Underground" (1982年 第9期-3) ※ベース：ビッグ・ジョン・マッコイ
- "Land Of Freedom / Carnival" (1983年 第10期)